# Macaque de Barbarie à Gibraltar
Macaca sylvanus · Magot

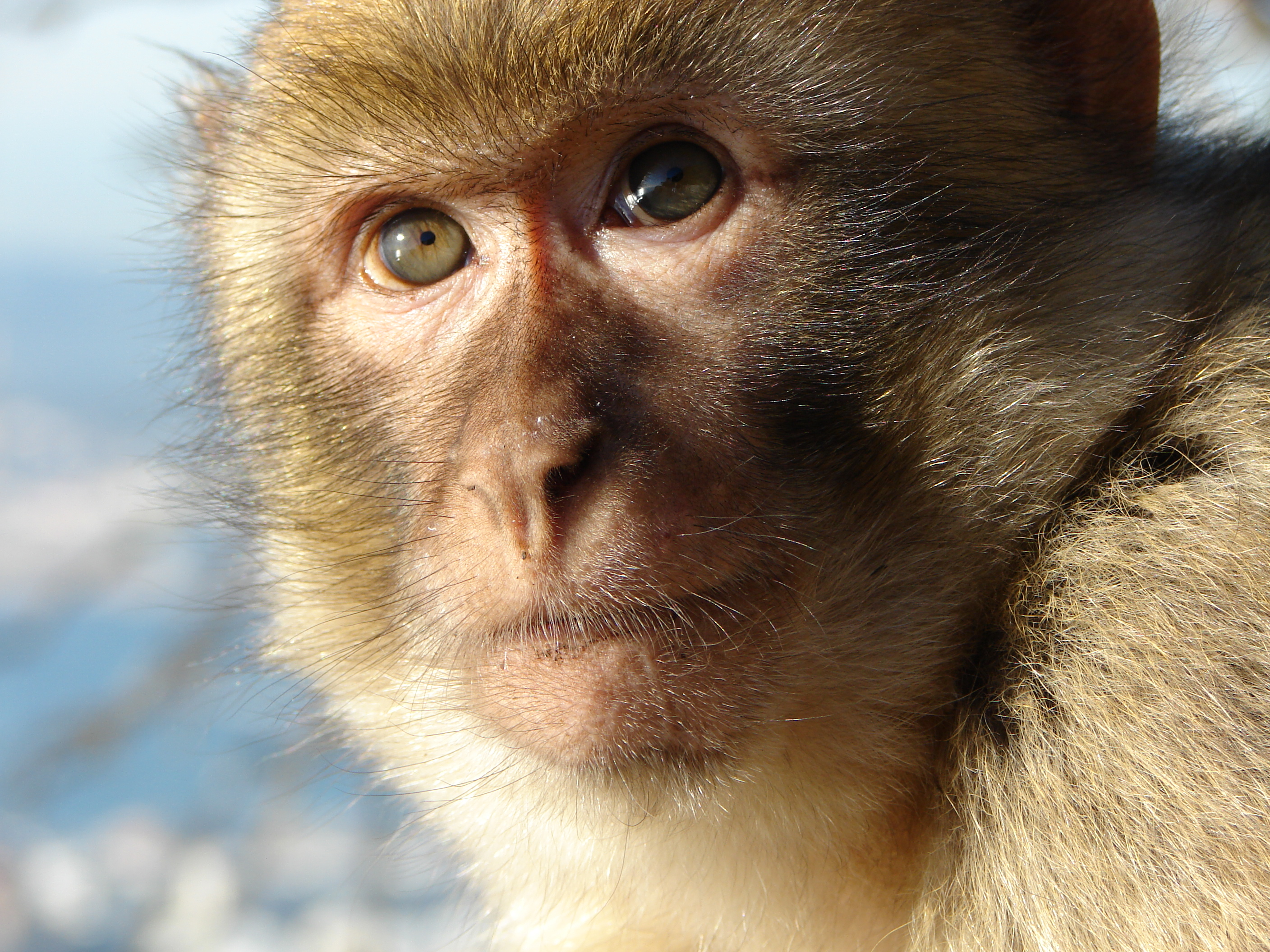
Un jeune macaque de Gibraltar.

Le macaque de Barbarie de Gibraltar, aussi appelé macaque de Gibraltar ou Magot, est la seule population sauvage de macaques du continent européen. Contrairement à celles de ses congénères d'Afrique du Nord, cette population grossit. Actuellement[Quand ?], près de 300 macaques, répartis en 5 groupes, occupent la partie supérieure du Rocher dans la réserve naturelle, bien que des excursions occasionnelles en ville entraînent des dommages à certaines propriétés. Comme ils n'ont pas de queue, ils sont parfois appelés « primate de Barbarie » ou « primate du Rocher », bien qu'il s'agisse de singe (Macaca sylvanus). La population locale les appelle monos (« singe ») en espagnol ou en llanito.

## Origine

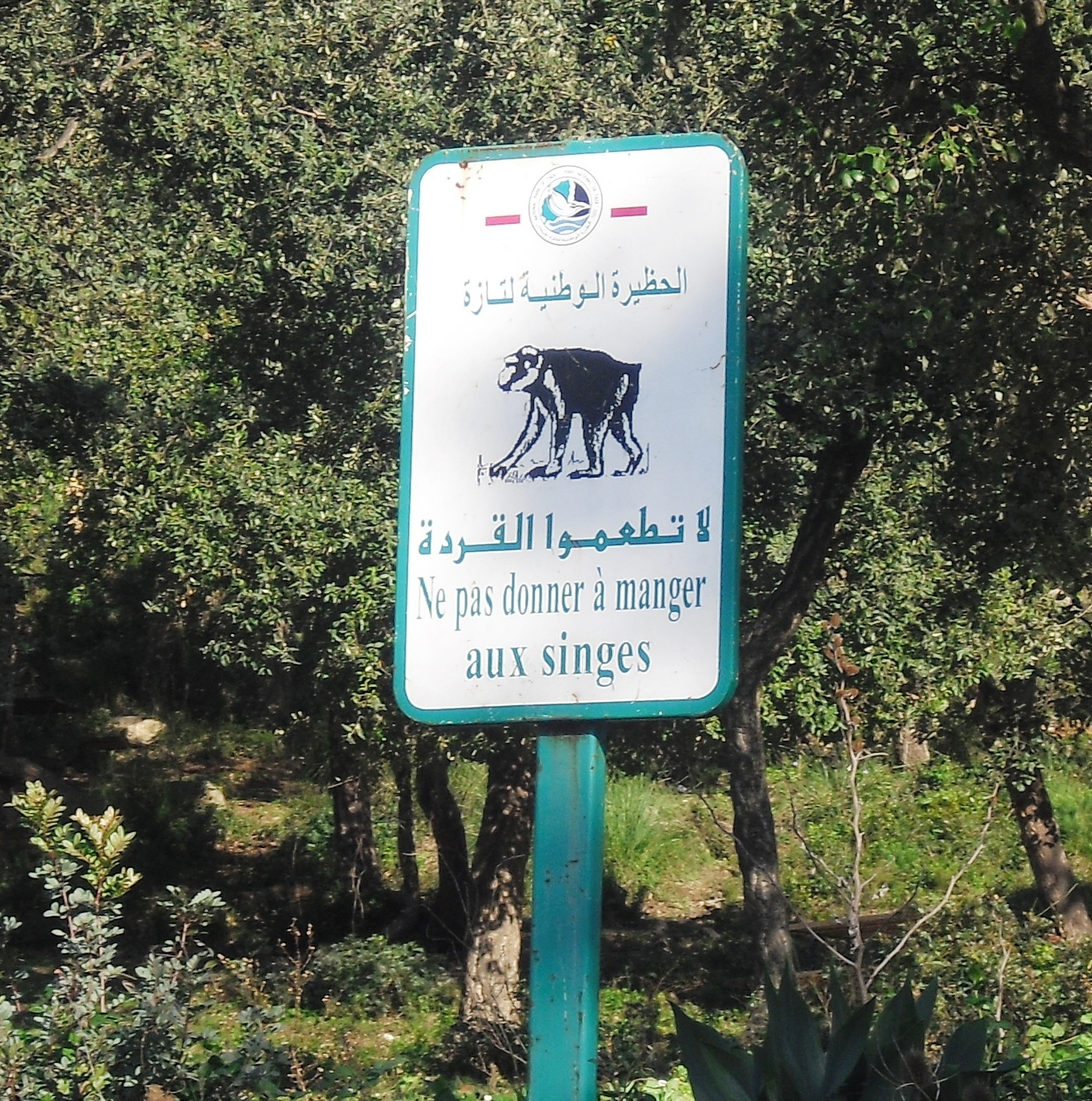
« Ne pas donner à manger aux singes » : panneau pour la protection du Macaque berbère en Algérie.

Les magots de Gibraltar descendent tous des populations nord-africaines. D'après les preuves génétiques, nul doute que la population actuelle est d'origine algérienne et marocaine et que cette origine est relativement récente. Dans son bagage génétique, il n'y a aucune trace d'une troisième source, c'est-à-dire d'une ancienne population ibérique qui n'aurait pas survécu. On a généralement pensé que la population actuelle descendait d'une douzaine de fondateurs importés pendant la Seconde Guerre mondiale, mais l'analyse génétique a révélé une origine double des femelles fondatrices, algérienne et marocaine,. Selon une théorie précédente, réfutée par les preuves génétiques, les premiers magots de Gibraltar étaient les vestiges de populations qui s'étaient répandues dans tout le sud de l'Europe pendant le Pliocène. L'espèce habitait alors les côtes méditerranéennes et se retrouvait, au nord, jusqu'en Allemagne et aux îles britanniques. La population a diminué à l'âge glaciaire et s'est éteinte sur la péninsule Ibérique il y a 30 000 ans.
La présence de magots sur le Rocher est consignée avant que les Britanniques en capturent en 1704. La première réintroduction de macaques a fort probablement été orchestrée par les Maures, qui ont occupé le Sud de la péninsule Ibérique de 711 à 1492 et qui les gardaient comme animaux de compagnie.
La population de macaques existait sur le Rocher de Gibraltar bien avant qu'il devienne une terre de souveraineté anglaise, puis britannique, au XVIIIe siècle. Dans son Historia de la Muy Noble y Más Leal Ciudad de Gibraltar (« Histoire de la ville très noble et très loyale de Gibraltar »), écrite de 1605 à 1610, Alonso Hernández del Portillo, premier chroniqueur de Gibraltar, écrit :

« Mais passons à d'autres productions vivantes qui, malgré l'aspérité du Rocher et les propriétaires de ce dernier, restent encore dans la montagne. Il s'agit des singes, que l'on peut appeler les vrais propriétaires, qui le sont depuis un temps immémorial […] vivant pour la plupart sur le côté est, sur des falaises hautes et inaccessibles. »

En 1782, dans son Historia de Gibraltar, Ignacio López de Ayala, historien espagnol comme Portillo, parle des singes en ces termes :

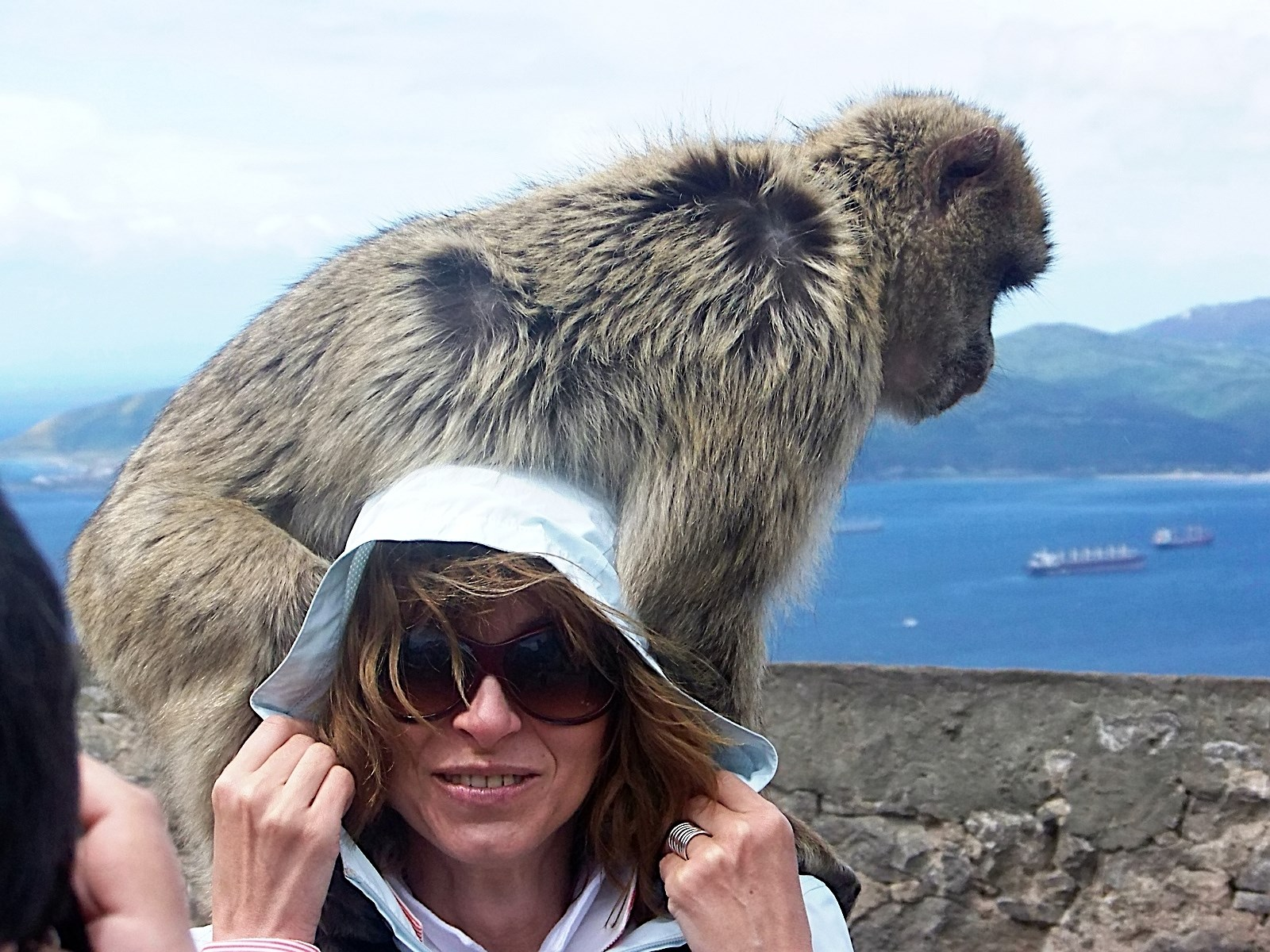
Bien que les magots de Gibraltar fassent partie des attraits touristiques de l'endroit, on déconseille fortement le contact direct avec eux.

« Ni les incursions des Maures, des Espagnols ou des Anglais, ni leurs coups de canon, ni leurs bombes n'ont suffi à les déloger. »

— López de Ayala 1782, p. 40,

## Tourisme
Les magots de Gibraltar sont considérés par nombre de personnes comme le premier attrait touristique du Rocher. La troupe la plus populaire est celle de « Queen's Gate », au « Apes' Den », où les gens sont particulièrement près des singes, qui s'en approchent souvent et grimpent parfois sur eux, étant habitués à l'interaction avec l'Homme. Ils demeurent toutefois sauvages et mordent s'ils sont effrayés ou agacés.
Le contact des magots avec un grand nombre de touristes a rompu l'intégrité de leurs groupes sociaux, car ils ont commencé à dépendre des humains. Cela a amené certains d'entre eux à fureter en ville et à endommager des bâtiments, des vêtements et des véhicules. C'est pourquoi quiconque nourrit les magots à Gibraltar commet désormais une infraction et est passible d'une amende maximale de 500 £.

## Soins assurés par l'armée

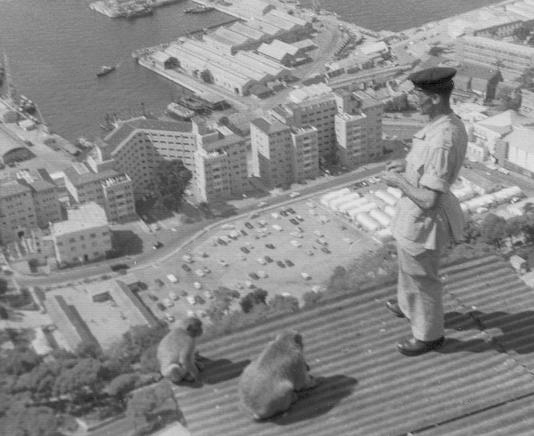
Le sergent Alfred Holmes, près de deux magots, regarde la ville de Gibraltar, en contrebas.

De 1915 à 1991, la population des magots de Gibraltar, composée à l'origine d'une seule troupe, fut sous la garde de l'armée de terre britannique, puis du régiment royal de Gibraltar, qui la gérèrent avec soin. Un officier était nommé pour superviser son bien-être, et une allocation de légumes et de fruits frais et secs figurait au budget. Les naissances étaient enregistrées avec une rigueur toute militaire, et chaque nouveau-né était baptisé du nom d'un gouverneur, d'un brigadier ou d'un haut gradé. Tout singe malade ou blessé était transporté à l'Hôpital naval royal et avait droit au même traitement que les sous-officiers et hommes de troupe. Les officiers responsables du régiment de Gibraltar furent le sergent Alfred Holmes (en) (de 1958 à 1986 environ) et Ernest Asquez (de 1986 environ à une date inconnue). Après le retrait de la garnison britannique, le gouvernement de Gibraltar prit le relais auprès des singes.

## Légende et culture populaire
Selon la croyance populaire, Gibraltar allait demeurer sous l'autorité britannique tant que des magots existeraient sur ce territoire. C'est pourquoi, en 1942, la population de magots étant tombée à quatre individus à cause d'une maladie, le Premier ministre du Royaume-Uni, Winston Churchill, ordonna de la reconstituer sur-le-champ en puisant dans les fragments de forêt du Maroc et de l'Algérie.
Le magot de Gibraltar figure sur la pièce de cinq pence (en) de Gibraltar depuis 1988 et la pièce d'un penny frappée en 2004 pour célébrer le tricentenaire. Il apparaît aussi dans le roman La Reine dans le palais des courants d'air de Stieg Larsson, publié en 2007 ainsi que dans la nouvelle de Jules Verne Gil Braltar.